# Shirley Ann Jackson
Shirley Ann Jackson, fil. dr., född 5 augusti 1946, är en amerikansk professor i astronomi, tillämpad-, teknisk- och allmän fysik och som är president för det privata forskningsuniversitetet Rensselaer Polytechnic Institute sedan 1999. Hon är också medordförande för President's Intelligence Advisory Board samt ledamot i Intelligence Oversight Board, som stöttar den amerikanska presidenten när den ska ta regeringsbeslut vid frågor rörande om underrättelseverksamhet. Jackson sitter också som ledamot i flertal olika styrelser som Brookings Institution, Council on Foreign Relations, Fedex Corporation, IBM Corporation, Medtronic Inc., Public Service Enterprise Group och Smithsonian Institution.
Hon avlade en doktor i fysik vid Massachusetts Institute of Technology (MIT).